# Reprezentacja Izraela na Mistrzostwach Świata w Narciarstwie Klasycznym 2007
Reprezentacja Izraela na Mistrzostwach Świata w Narciarstwie Klasycznym 2007 liczyła 2 sportowców. Najlepszym wynikiem było 56. miejsce Daniela Kuzmina w sprincie mężczyzn.

## Medale

### Złote medale
Brak

### Srebrne medale
Brak

### Brązowe medale
Brak

## Wyniki

### Biegi narciarskie mężczyzn
Sprint
- Daniel Kuzmin - 56. miejsce

Bieg na 15 km
- Daniel Kuzmin - 78. miejsce

Bieg na 50 km
- Daniel Kuzmin - zdublowany

### Biegi narciarskie kobiet
Sprint
- Katrina Kuzmina - 68. miejsce

Bieg na 10 km
- Katrina Kuzmina - 70. miejsce

Bieg na 30 km
- Katrina Kuzmina - nie ukończyła